# Trimetilammina-N-ossido reduttasi
La trimetilammina-N-ossido reduttasi è un enzima appartenente alla classe delle ossidoreduttasi, che catalizza la seguente reazione:
NADH + H+ + trimetilammina N-ossido ⇄ NAD+ + trimetilammina + H2O